# Gnote
Gnote是Linux上免費、開放原始碼的桌面應用程式，由Hubert Figuiere從Tomboy複製而來。它採用類似Wiki的連接方式，將筆記連在一起。Gnote是GNOME桌面環境的一部份，用來做為個人資訊管理的工具。其主要原理是「記事本」加上wiki介面。在筆記內文的文字，只要符合現有筆記的標題，就會變成超連結；這能讓使用者管理大量的個人資訊，例如筆記中會連到使用者最喜歡的藝人，其他含有這些藝人的筆記，會以高亮度標示出這些藝人的名字。外掛程式可以讓Gnote擁有其他功能，例如將筆記匯出為HTML格式，或列印筆記。

## 複製
Gnote是Tomboy的複製版本，以C++寫成，但移除了與Mono的相依性。當原作者提出不使用Mono時，這造成了些許爭議。這爭議讓作者提出解釋，他表示撰寫Gnote是為了練習把Mono應用程式移植到其他平台上，這也證明了紀錄筆記的應用程式可以在無法適用於Mono架構的環境下存在。這程式已經包含在Fedora裡，囿於空間不足的問題，Fedora已經在安裝CD中移除了Mono。一些與Linux相容的硬體尚不正式支援Mono，例如使用龍芯處理器（中國產製）的電腦。基於這些理由，Gnote是適合用來取代Tomboy的應用程式。

## 特色
一些編輯功能支援：
- 全文搜尋所有筆記
- 連接到其他筆記
- 文字樣式（粗體、斜體、刪除線、高亮度標示）
- 改變字體大小
- 建立項目符號列表
- 復原和重做

## 外掛程式
Gnote支持外掛程式，以增加功能，例如：
- 支援列印功能
- 便條匯入程式
- 匯出至HTML
- Bugzilla的連結
- 固定寬度的文字
- Tomboy匯入程式
- 反向連結，看看哪些筆記連到目前的筆記
- 底線文字
- 插入時間戳記